# Laquearius
Laquearius, laquerarius o laqueator (pl. laquearii, laquerarii o laqueatores, letteralmente l'intrappolatore), è il termine che indica i gladiatori romani che combattevano con un cappio o lazo (laqueus) in una mano e un pugnale o una spada nell'altra.

Il laquearius, non molto conosciuto, apparve tardivamente nella storia dei giochi romani. Esso potrebbe aver costituito una classe di gladiatori ben definita che combatteva gli incontri nell'arena. Se fosse effettivamente così, il laquearius avrebbe seguito la medesima tattica del retiarius, il gladiatore che maneggiava una rete da pesca e un tridente.
Questi laquearii (o gladiatori del cappio), prevalentemente dei combattenti, si confrontavano cercando di catturare i loro avversari col lazo e successivamente di colpirli con la lama.
Indossavano un'armatura probabilmente simile a quella del reziario, che consisteva principalmente in un galerus (uno spallaccio protettivo), portato sopra la spalla sinistra.

Un'altra possibilità è che il laquearius fosse una sorta di paegniarius, ovvero un pagliaccio. Questi uomini combattevano battaglie simulate nell'arena, inscenando delle pantomime come intermezzo comico tra un combattimento e l'altro.

Una terza possibilità è che il laquearius volesse rappresentare un boia; tuttavia, il fatto che la sua arma secondaria fosse la spada rende quest'ipotesi improbabile.

Quasi tutte le classi gladiatorie si rifacevano agli armati del mondo reale. Dato che i Romani non usavano il lazo sul campo di battaglia, è improbabile che il laquearius ricalcasse un modello romano. Invece esso potrebbe essersi basato su una delle tribù barbare conosciute dai Romani e che adoperavano il lazo in combattimento, come i Sagartiani.